# 蒂達爾
蒂達爾（挪威語：Tydal）是挪威特倫德拉格郡的一個市镇，行政中心为奧斯村。市镇面积为1,329平方公里，人口数量为769人（2020年），人口密度为每平方公里0.6人。